# Agence de la sécurité maritime de la république d'Indonésie
L’Agence de la sécurité maritime de la république d'Indonésie, en indonésien Badan Keamanan Laut Republik Indonesia, dont l'acronyme est "Bakamla", est l'agence gouvernementale chargée de la surveillance des côtes et de la zone économique exclusive de l'Indonésie, le plus grand archipel du monde avec plus de 13 000 îles. Elle dépend désormais du président de la République. Anciennement Badan Koordinasi Keamanan Laut ("agence de coordination de la sécurité maritime"), son nom a été officiellement changé le 24 décembre 2014.
L'agence a pour tâche de "coordonner la préparation de politiques et de mises en œuvre d'activités d'opérations de sécurité maritime de façon intégrée".
L'article 276 de la loi no. 17 de 2008 portant "Navigation" stipule qu'une garde des mers et des côtes doit être créée dans les 3 ans de prise d'effet de la loi. Son existence a été officialisée avec la loi sur la mer votée par l'assemblée nationale indonésienne (DPR) le 29 septembre 2014.
Toutefois, au 20 décembre 2014, l'agence ne possédait que 3 bateaux pour l'exécution de sa mission. En attendant, l'Indonésie s'appuie sur un groupe informel de personnels de sa police et de sa marine pour surveiller ses voies maritimes. La Garde maritime et côtière indonésienne vient compléter son action.

## Histoire

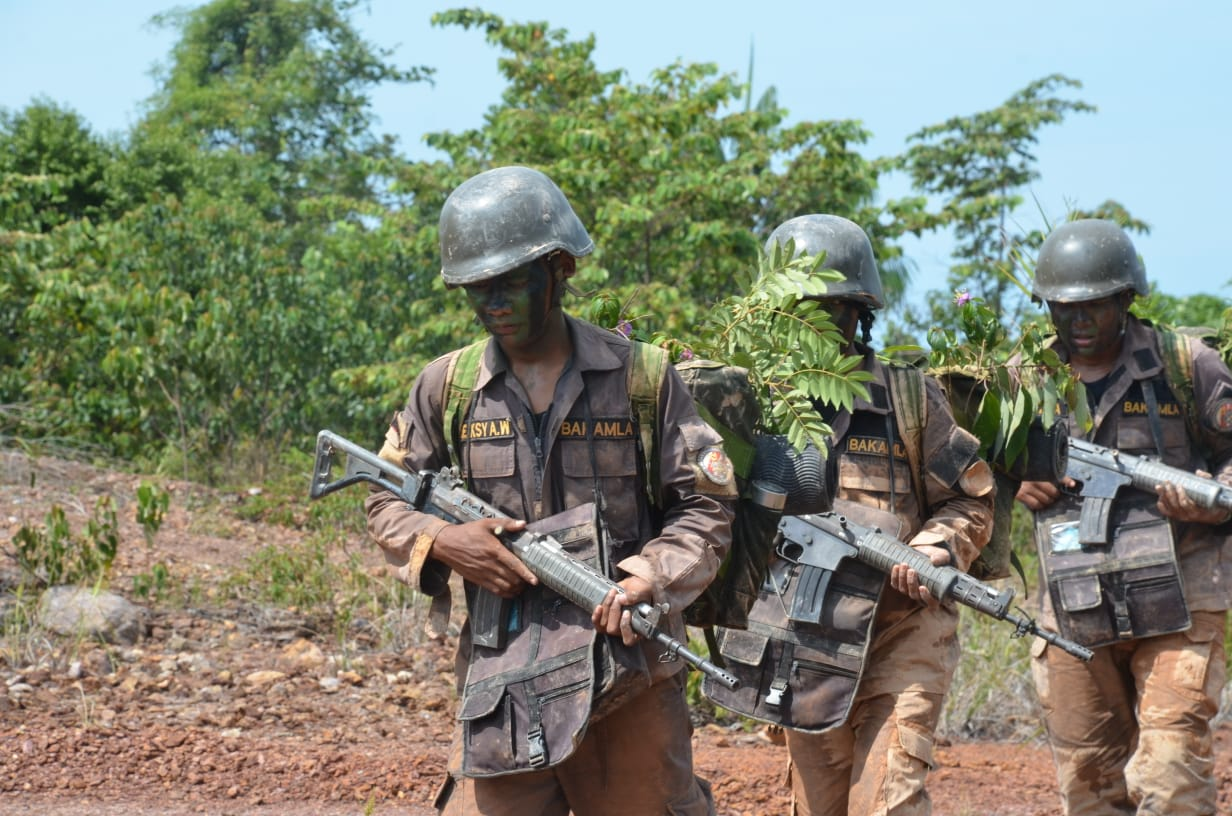
Des membres de la Bakorkamla armés de Pindad SS-1 en 2019.

La zone économique exclusive (ZEE) indonésienne a une superficie de 5,8 millions de km², soit environ 75 % de la superficie totale de l'archipel indonésien. Elle est constituée des eaux territoriales, qui couvrent quelque 800 000 km², des mers intérieures, 2,3 millions de km², et de la ZEE, 2,7 millions de km². 
Par ailleurs, l'Indonésie est traversée par trois voies de navigation stratégiques : le détroit de Malacca, le détroit de la Sonde et le détroit de Lombok.
Le Bakorkamla a été créé en 1972. En 2003, le gouvernement indonésien a mis sur pied un groupe de travail dont la conclusion a été l'émission en 2005 d'une Peraturan Presiden ("règlement présidentiel") qui forme la base juridique de cette agence.

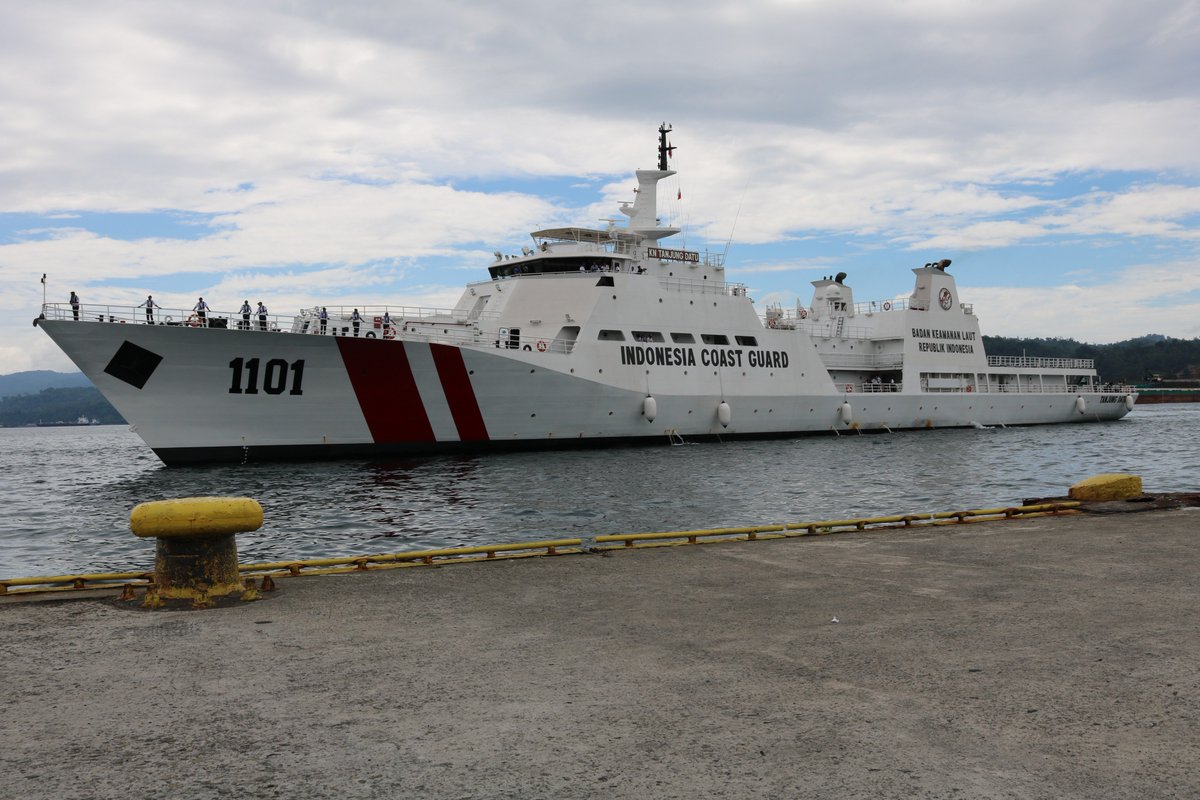
Le KN Tanjung Datu (110) lancé en novembre 2017 est, fin 2020, le plus grand navire de l'Agence de la sécurité maritime de la république d'Indonésie avec ses 110 m de long.

Toutefois, l'agence ne possédait pas de moyens propres pour l'exécution de sa mission. Ce n'est que le 9 juin 2013 que le Bakorkamla a lancé ses deux premiers bateaux de 48 mètres. Auparavant, c'était la marine indonésienne qui assurait la fonction de l'agence.
Ainsi le 19 septembre 2005, en mer d'Arafura, à la position 8° 57′ S, 137° 17′ E, un patrouilleur indonésien a tiré sur une flottille de quatre bateaux de pêche chinois qu'il soupçonnait de pêche illégale. Un marin est mort et deux ont été blessés.

## Organisation
Président du Bakorkamla :
- Le Ministre de coordination des Affaires politiques, juridiques et sécuritaires

Membres :
- Le ministre des Affaires étrangères
- Le ministre de l'Intérieur
- Le ministre de la Défense
- Le ministre de la Justice et des Droits de l'homme
- Le ministre des Finances
- Le ministre des Transports
- Le ministre de la Mer et des Pêches
- Le procureur général de la république d'Indonésie
- Le commandant des Forces armées
- Le chef de la Police d'Etat de la république d'Indonésie
- Le chef de l'agence de renseignement de l'Etat

Mise en œuvre :
- Le chef d'état-major de la Marine indonésienne

## Flotte
[Quand ?]
| Classe    | Type         | Navire | Origine   | Remarque                                    |
| --------- | ------------ | --- | --------- | ------------------------------------------- |
| 110 m     | Patrouilleur | KN Tanjung Datu (1101) | Indonésie | Lancé en novembre 2017. En service en 2018; |
| 80 metres | Patrouilleur | KN Pulau Nipah (8001) KN Pulau Marore (8002) KN Dana (8003)                                                                   | Indonésie | Lancés en décembre 2018                     |
| 48 m      | Patrouilleur | KN Bintang Laut (4801) KN Singa Laut (4802) KN Kuda Laut (4803) KN Gajah Laut (4804) KN Ular Laut (4805) KN Belut Laut (4806) | Indonésie | En service                                  |

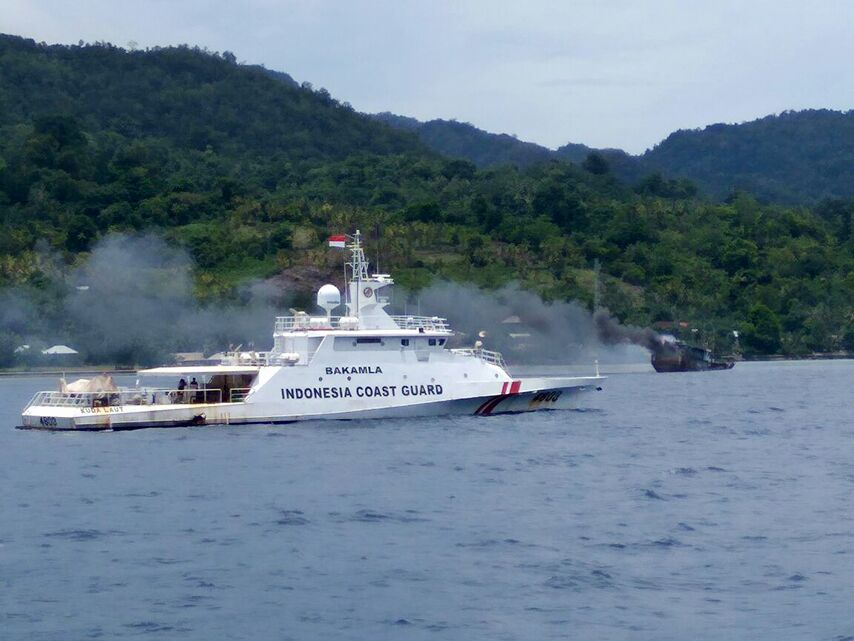
Le KN Kuda Laut en patrouille à Ambon dans les Moluques

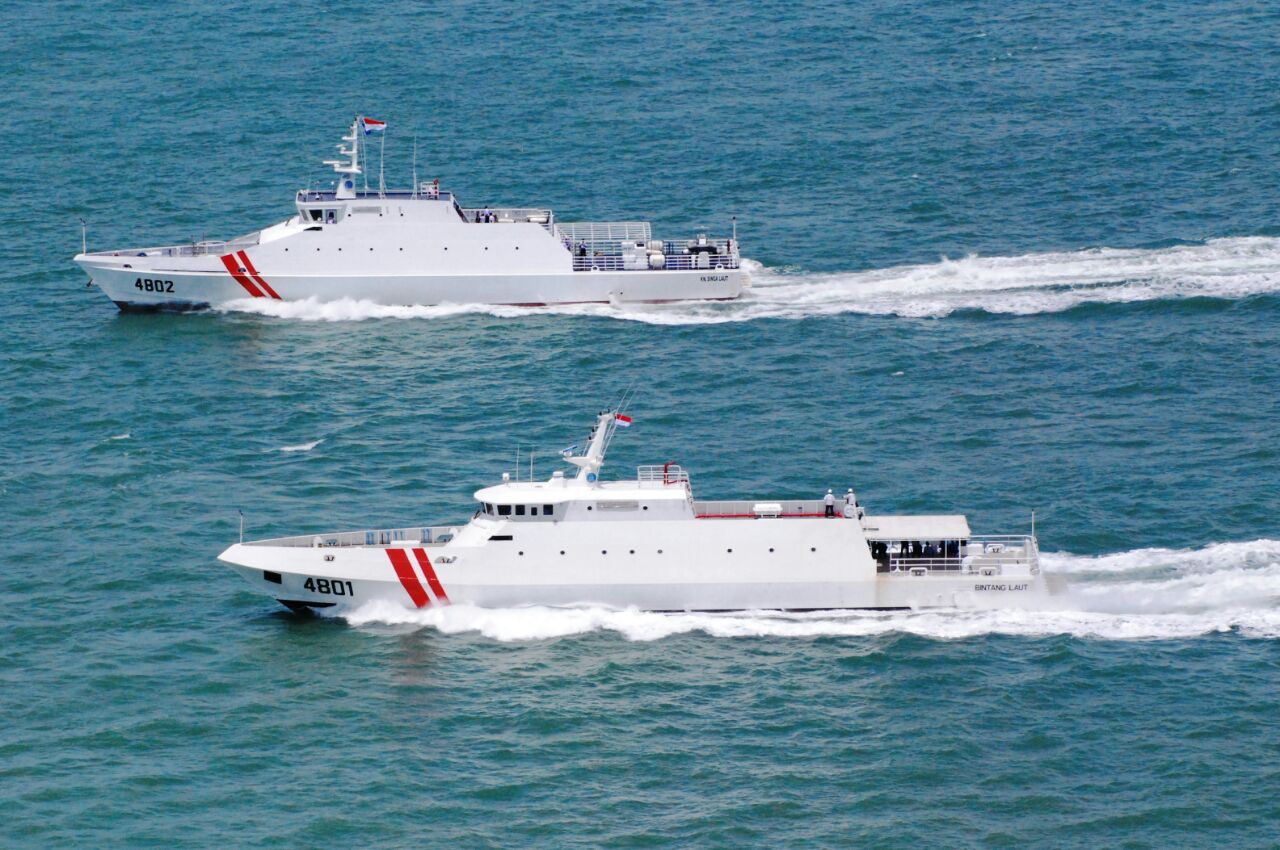
Deux bateaux du Bakamla en patrouille

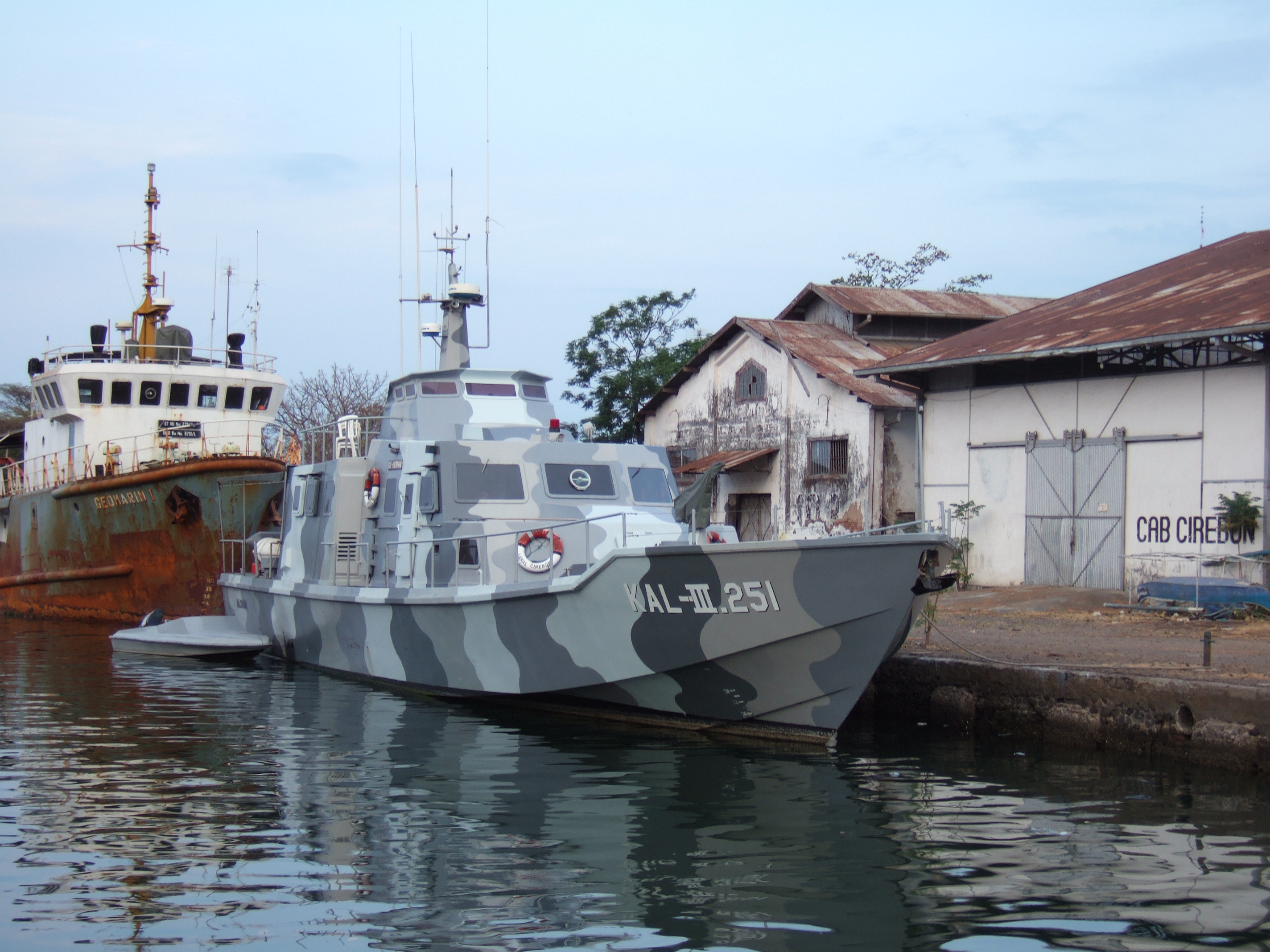
Un petit patrouilleur de la marine indonésienne dans le port de Cirebon

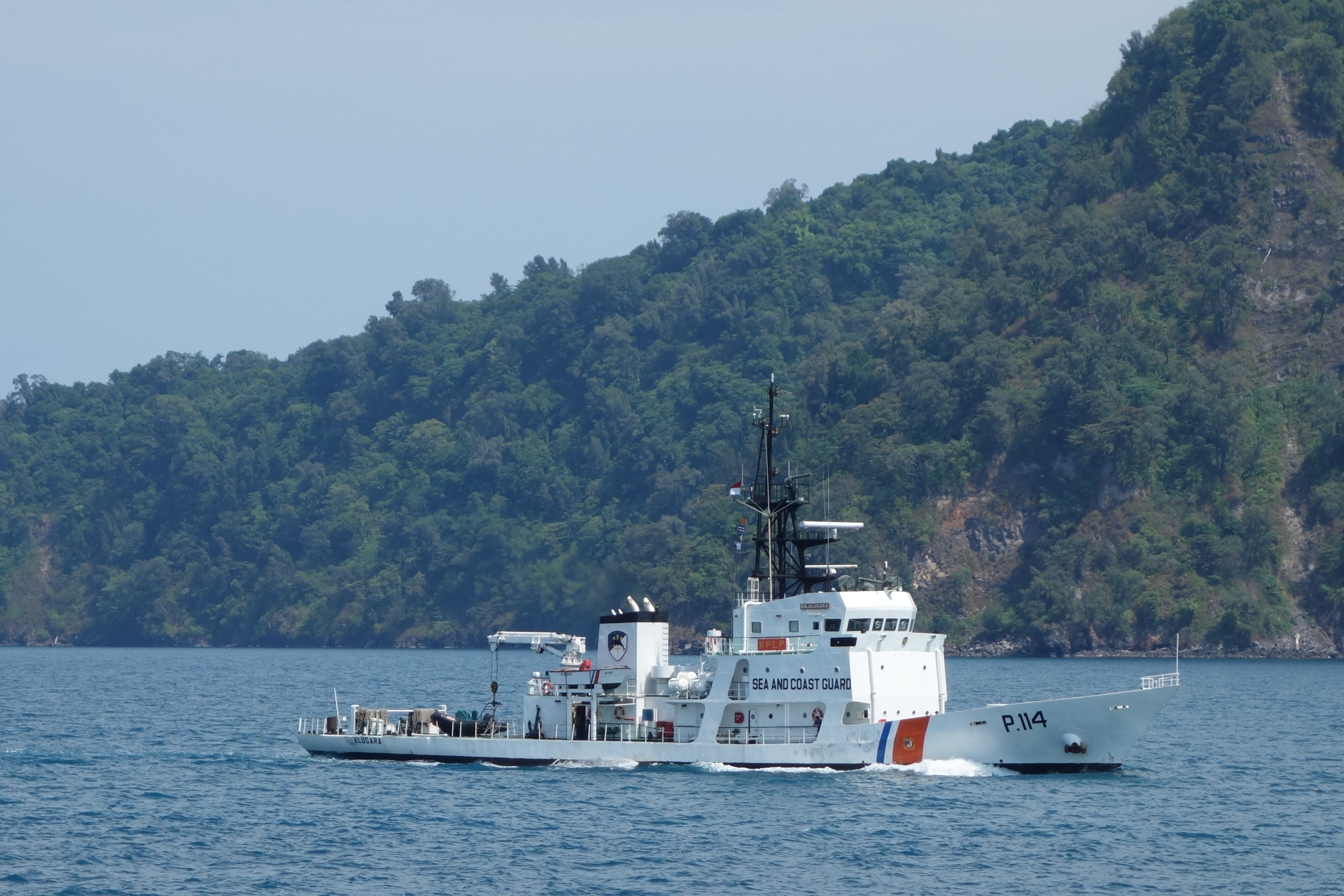
Le KN Alugara (P.114) du ministère indonésien des Transports

Les patrouilleurs de la classe 48 m sont équipés d'un mitrailleuse de 12,7 mm et d'un canon de 20 mm, de caméras d'une portée de 20 km et d'appareils de surveillance. 
L'agence projette, en 2014, de faire construire 30 bateaux.
En attendant, l'Indonésie dispose de petits patrouilleurs comme par exemple ceux de la marine indonésienne classés KAL (Kapal Angkatan Laut, "bateau de la marine", de moins de 36 mètres de longueur) ou du Ministère des Transports. La marine indonésienne a annoncé qu'elle transfèrerait 10 KAL au Bakamla, après des modifications comme notamment le remplacement de canons de 37 mm par des canons de 12,7 mm.